# Westerbur
Westerbur ist ein Ortsteil der Gemeinde Dornum in Ostfriesland. Im Jahr 2008 hatte der Ortsteil, zu dem auch Middelsbur gehört, 279 Einwohner.
Westerbur liegt etwa anderthalb Kilometer südlich der Nordseeküste. Der Hauptort der Gemeinde, Dornum, befindet sich etwa drei Kilometer entfernt in westsüdwestlicher Richtung. Zwei Kilometer nordwestlich schließt sich der Nachbarort Dornumersiel an.

## Geschichte
Gegründet wurde der Ort als Warfendorf, das von Kalkmarsch umgeben ist. Erstmals wurde der Ort möglicherweise im 8. oder 9. Jahrhundert als Westerbure urkundlich erwähnt. Im Jahre 1530 wurde er Westerbuhr genannt. Seit 1589 ist die heutige Schreibweise geläufig. Der Ortsname ist eine Zusammensetzung der Himmelsrichtung West- mit -Bur, was Bauerschaft bedeutet.
Am 1. Juli 1972 wurde Westerbur in die Gemeinde Dornumersiel eingegliedert. Am 1. November 2001 kam diese zur Gemeinde Dornum.
Zugehörigkeiten:
- Seit 1. November 2001: Gemeinde Dornum
- 1. Juli 1972 – 31. Oktober 2001: Gemeinde Dornumersiel
- 1. Juli 1972 – 31. Oktober 2001: Samtgemeinde Dornum
- Bis 30. Juni 1972: Gemeinde Westerbur
- Seit 1977: Landkreis Aurich
- 1972 – 1977: Landkreis Norden
- Bis 1972: Landkreis Wittmund
- 1978 – 31. Dezember 2004: Regierungsbezirk Weser-Ems
- Bis 1978: Regierungsbezirk Aurich
- Seit 1. November 1946: Land Niedersachsen
- 1885 – 1. November 1946: Land Hannover
- Seit 24. Mai 1949: Bundesrepublik Deutschland
- 1945 bis 22. Mai 1949: Britische Besatzungszone
- 1866 – 23. August 1946: Freistaat Preußen
- 1871 – 1945: Deutsches Reich

## Wappen
| | Blasonierung: „In Blau ein erniedrigter grüner Balken, daraus wachsend eine schwarze Bockwindmühle mit silbernen (weißen) Flügeln; über einem erniedrigten blauen Wellenschildfuß wachsend ein goldenes (gelbes) Gewölbesiel mit einem Spalt breit geöffneten Fluttoren, den grünen Balken überdeckend.“ |
| Wappenbegründung: Das Wappen zeigt die 1872 errichtete Westerburer Bockwindmühle, welche als Sielmühle dazu dient, das Marschland hinter dem Deich zu entwässern. Diesen Prozess soll auch das Wappen darstellen. Es zeigt den grünen Deich mit einem Siel. | |

## Sehenswürdigkeiten
Sehenswert ist die im Jahr 1753 auf den Grundmauern der mittelalterlichen Vorgängerkirche erbaute Westerburer Kirche.